# 8812 Kravtsov
8812 Kravtsov eller 1982 UY6 är en asteroid i huvudbältet som upptäcktes den 20 oktober 1982 av den rysk-sovjetiska astronomen Ljudmila Karatjkina vid Krims astrofysiska observatorium på Krim. Den är uppkallad efter den sovjetiske militären Jurij Kravtsov (1924–1994).
Asteroiden har en diameter på ungefär elva kilometer.